# M1941 Johnson
M1941 Johnson byla americká poloautomatická puška fungující na principu krátkého zákluzu hlavně a komorovaná pro standardní americké střelivo .30-06 Springfield (7,62 × 63 mm). Před druhou světovou válkou ji navrhl americký právník a konstruktér palných zbraní Melvin Johnson. M1941 soutěžila ne zcela úspěšně s puškou M1 Garand.

## Konstrukce
Puška M1941 pracovala na principu využití energie zpětného rázu k pohonu mechanismu zbraně. Jak projektil a prachové plyny postupovaly vývrtem, působily na čelo závěru, který byl spojen s hlavní. Ta se spolu se závěrem posunula trochu zpět, dokud střela neopustila hlaveň a tlak ve vývrtu neklesl na bezpečnou úroveň. Hlaveň se poté zastavila o dosedací kužel, což umožnilo nosiči závěru pokračovat dozadu setrvačností získanou v počáteční fázi zpětného rázu. Rotační závorník s osmi uzamykacími ozuby se poté uvolnil z nábojové komory, když se zámek otáčel a odemykal závěr, aby pokračoval v provozním cyklu. Puška Johnson měla dvoudílnou pažbu a v těle zbraně zabudovaný výjimečný rotační zásobník na 10 nábojů, který byl navržen tak, aby se dal plnit pomocí stejných nábojových pásků na 5 nábojů, jaké se používaly pro pušku Springfield M1903.
Tento systém měl ve srovnání s puškou M1 Garand některé výhody, například větší kapacitu zásobníku, který mohl být kdykoli doplněn municí (buď pomocí nábojových pásků s 5 náboji, nebo jednotlivě), a to i při zavřeném závěru, byl-li v komoře náboj. Na rozdíl od pušky Garand také M1941 nevyhazovala po vypálení posledního náboje ze zásobníku celý nábojový rámeček s hlasitým cvaknutím, který mohl nepřítele upozornit na to, že puška M1 je prázdná a voják musí nabíjet a nemůže střílet. Tomuto pronikavému cvaknutí se mezi americkými vojáky říkalo M1 ping.  Pohon mechanismu zbraně s využitím energie zákluzu hlavně byl oproti pohonu prachovými plyny odebranými z hlavně jednodušší, zbraň tak byla méně náchylná k poruchám. Zákluz rovněž značně snižoval zpětný ráz, takže puška byla přesnější než M1 Garand.
Výhody, jež měla konstrukce pušky Johnson oproti systému M1 Garand, však nedokázaly přesvědčit úředníky z armádního odboru pro vyzbrojování, aby výroba amerických vojenských pušek přešla z M1 Garand na M1941 Johnson, protože odbor již investoval značnou sumu peněz do vývoje pušky Garand a přípravu její masové výroby. Úředníci argumentovali nevýhodami, jež měla M1941 oproti M1. Šlo zejména o větší vertikální rozptyl střelby při nasazení bajonetu způsobený zákluzem hlavně a skutečnost, že při nesprávném zacházení mohlo do nábojové schránky proniknout větší množství nečistot. Vadilo jim i množství menších dílů, které se prý mohly při rozebírání pušky v polních podmínkách poztrácet. První námitku konstruktér vyřešil použitím lehčího bajonetu s trojúhelníkovým průřezem, čímž vzrostla přesnost palby i účinnost bodáku. Neopodstatněnost druhé a třetí výtky vyřešil správný výcvik vojáků u jednotek.

## Historie

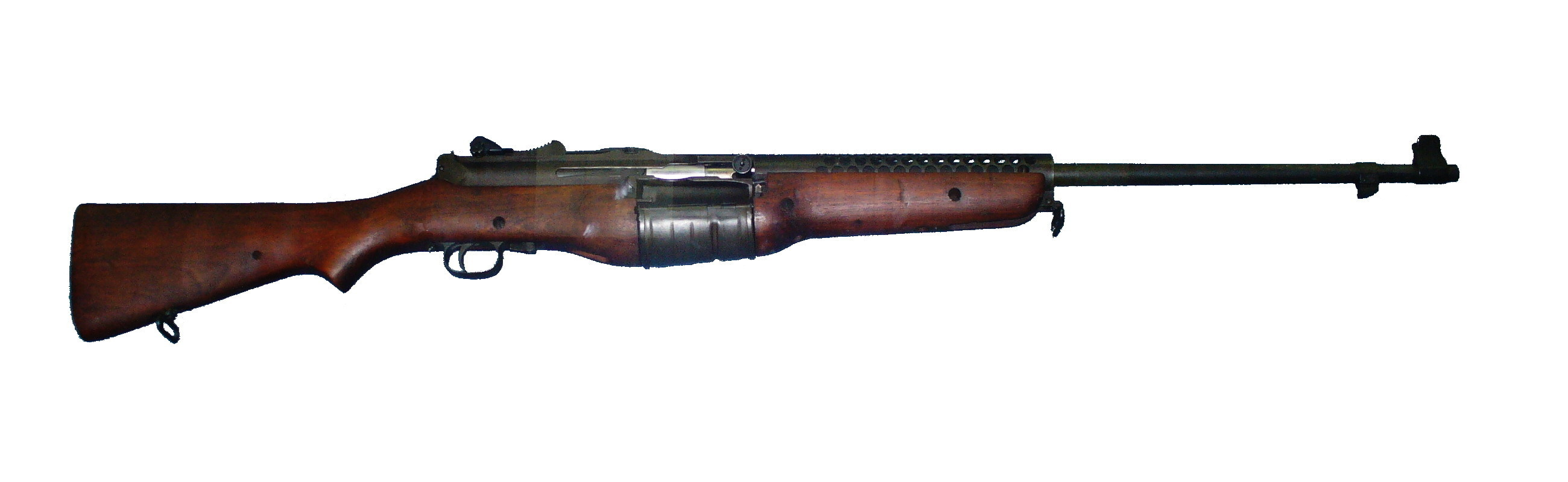
M1941 Johnson

Melvin Johnson byl sice vzděláním právník, ale jeho zálibou byla konstrukce palných zbraní. Když byl v armádní zbrojovce ve Springfieldu, kde působil jako pozorovatel Námořní pěchoty Spojených států, svědkem pomalého a složitého procesu vzniku nové armádní pušky M1, pustil se sám do konstrukce pušky, která by byla spolehlivá, přesná a snadněji se vyráběla. V roce 1935 dokončil první funkční model své pušky, jejíž mechanismus využíval energii zákluzu hlavně. Materiálem pro její výrobu byly vyřazené části střelných zbraní a místo zápalníku měla pletací jehlici. Navzdory těmto primitivním počátkům fungovala zbraň poměrně dobře, potřebovala však podstatná vylepšení. Dne 28. září 1937 získal Johnson svůj první americký patent. Měl číslo 2094156. 
Johnson začal usilovně bojovat za zavedení své pušky do výzbroje americké armády a dalších vojenských složek. Společně s firmou Marlin Firearms Co. z New Havenu ve státě Connecticut připravil prototypy pušek podle vojenských specifikací a v srpnu 1938 je předložil armádnímu odboru pro vyzbrojování k hodnocení. Testy byly celkem úspěšné, odbor však požadoval odstranění některých nedostatků, což Johnson promptně provedl. Tyto úpravy vedly k udělení dalších patentů. Nicméně po dalších testech, jež proběhly v prosinci 1939 a v listopadu 1940, armáda Johnsonovu pušku odmítla ve prospěch pušky M1 Garand ze Springfieldu. Podle odboru pro vyzbrojování byla příliš dlouhá a těžká, zásobník se zdál choulostivý a s bajonetem by nefungovala spolehlivě.
Zklamaný Johnson se zaměřil na Námořní pěchotu, jejímž rezervistou byl a která stále váhala, zda přijmout M1 Garand jako svoji novou poloautomatickou pušku. Test jeho zbraně se uskutečnil 6. a 7. května 1940.‎ Výsledky testů ukázaly, že M1941 byla přesnější než M1 Garand. Rychlost střelby v rychlém režimu byla identická, ale M1 se rychleji dobíjela.

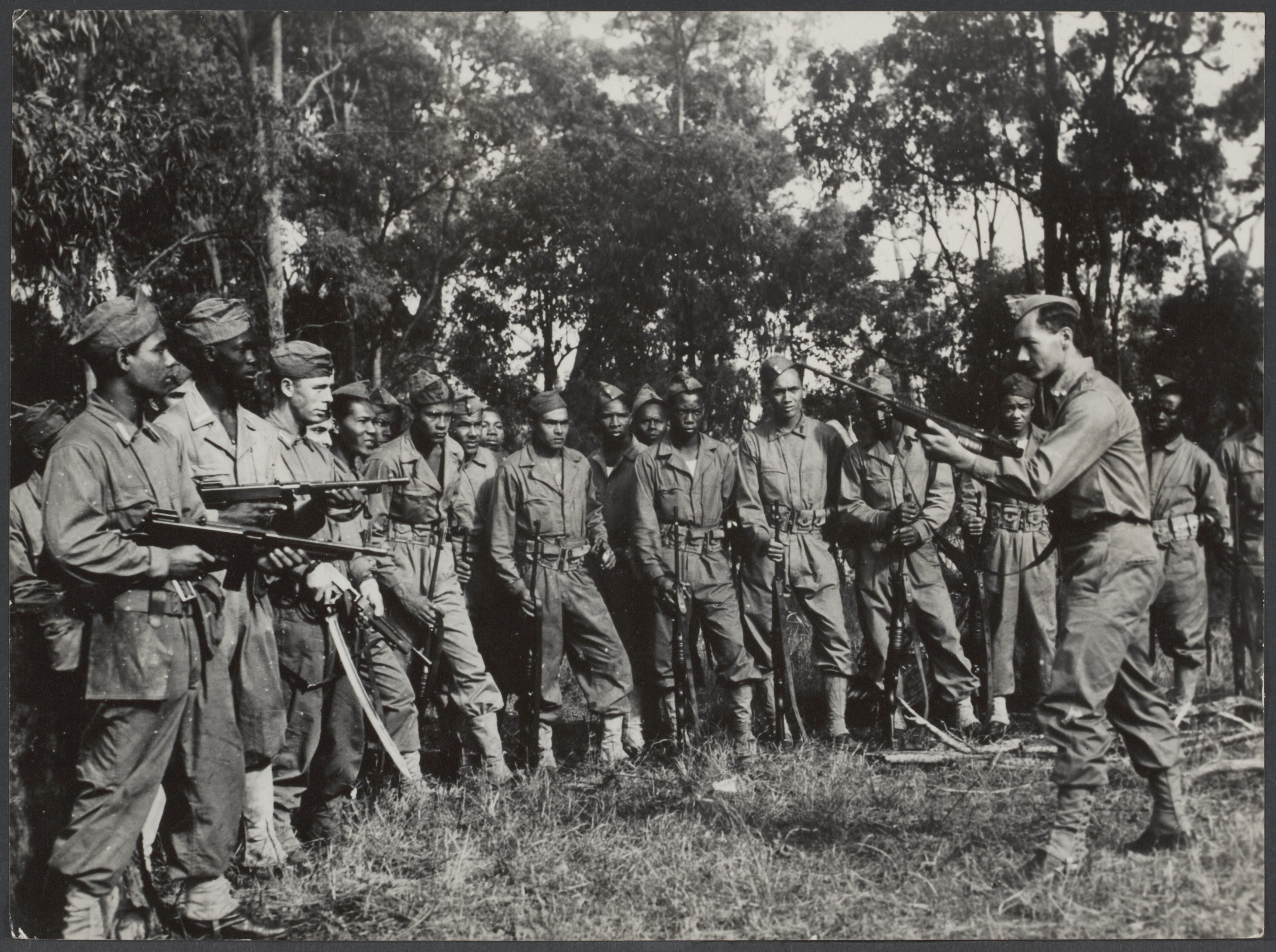
Vojáci Královské nizozemské východoindické armády v červenci 1945. Voják vpravo drží pušku M1941 Johnson.

Nedlouho poté přišla objednávka od nákupní komise nizozemské exilové vlády na 70 000 pušek M1941 pro potřeby Královské nizozemské východoindické armády (KNIL) v Nizozemské východní Indii. Do kolonie však bylo odesláno pouze 1999 pušek, protože ji přepadli Japonci a nizozemská nákupní komise tam okamžitě zastavila veškerý vývoz. Těmto puškám kupodivu zůstala původní americká ráže .30-06 (7,62 mm) a nebyly přepracovány na standardní holandskou ráži 8 mm Mauser (7,92 mm).
V té době potřebovala americká námořní pěchota moderní rychlopalné pěchotní pušky pro svoje nově vytvořené paradesantní jednotky, jež měly být nasazeny ve válce v Tichomoří, a získala od nizozemské nákupní komise část pušek určených původně pro východní Indii. Pušky Johnson výsadkářům vyhovovaly i pro možnost snadného odmontování hlavně.
V roce 1941 založil Melvin Johnson firmu Johnson Automatics, Inc. pro výrobu pušky M1941, z ní odvozeného lehkého kulometu M1941 Johnson a sportovních pušek.
Navzdory opakovaným žádostem námořní pěchoty o zavedení Johnsonovy pušky do výzbroje, nejevil armádní odbor pro vyzbrojování ochotu jim vyhovět pro výše již zmíněnou investici značné sumy do vývoje a přípravy masové výroby pušky Garand. Melvinu Johnsonovi se dařilo prodat ozbrojeným silám Spojených států menší množství lehkých kulometů M1941. Tuto zbraň později používaly paradesantní jednotky námořní pěchoty a armádní americko-kanadské komando speciálních služeb.  V dubnu 1944 nabídlo ministerstvo války Spojených států ozbrojeným Silám Svobodné Francie asi 10 500 pušek M1941 a 1500 lehkých kulometů M1941, které pocházely z nedodaných nizozemských zakázek, jež v roce 1942 převzala vláda Spojených států. Svobodní Francouzi je přijali a vyzbrojili jimi svoje jednotky v severní Africe.
Určité množství pušek bylo dodáno do Čínské republiky, kde se některých v pozdější fázi čínské občanské války zmocnila Čínská lidová osvobozenecká armáda. Čínská Národní revoluční armáda, jež byla ozbrojenou složkou Kuomintangu, dostávala před rokem 1945 od Spojených států značná množství pušek Springfield M1903 a M1917 Enfield. Vyzbrojovala jimi své expediční jednotky bojující v Barmě po boku Britů proti Japoncům. Hovoříme-li o ručních palných zbraních Národní revoluční armády, tvořily je asi z 30 % zbraně amerického původu, dalších 30 % byla výzbroj ukořistěná Japoncům a zbytek pocházel z různých čínských zdrojů. Jeden americký vojenský zdroj uvádí, že od září do listopadu 1948 přišla Národní revoluční armáda při bojích s komunistickou Lidovou osvobozeneckou armádou o 230 000 pušek. Počátkem roku 1949 dosáhl celkový počet více než 400 000 kusů, z čehož nejméně 100 000 byly pušky americké výroby.
Na počátku indonéské národní revoluce byla ve výzbroji nizozemských ozbrojených sil ještě stále část pušek M1941. Zatímco Královská nizozemská východoindická armáda předala po skončení bojů Indonésii mnoho pušek Geweer M. 95 (zvaných Holandský Mannlicher) a Lee-Enfield, pušky Johnson byly odvezeny zpět do Nizozemska. Nakonec byly v roce 1953 prodány na trhu s přebytky.
Koncem roku 1946 projevila Argentina zájem o Johnsonovy zbraně a Melvin Johnson zkonstruoval prototyp automatické karabiny M1947 Johnson, což byla poloautomatická varianta lehkého kulometu M1941 Johnson s bubnovým zásobníkem na 10 nábojů. Ačkoli konkrétní detaily jsou kusé, zjevně se mu příliš nepodobala, ale sdílela s ním některé funkce. Argentina zřejmě odmítla karabinu koupit, a proto se M1947 nikdy nedostala do výroby. V každém případě poválečná léta Johnsonově firmě příliš nepřála. Společnost byla nucena vyhlásit úpadek a počátkem roku 1949 byla zlikvidována.
Puška Johnson byla rovněž používána při výcviku proticastrovských kubánských exulantů z Brigade 2506, kteří pod vedením CIA napadli v roce 1961 Kubu, ale nebyla během jejich invaze v zátoce Sviní použita.
Jelikož se jí vyrobilo relativně malé množství, stala se puška M1941 Johnson velmi vyhledávaným kouskem mezi sběrateli zbraní z 2. světové války, kteří chtějí mít kompletní sbírku.
Melvin Johnson dál pokračoval ve vývoji ručních palných zbraní. Spolupracoval se zbrojovkami ArmaLite a Colt’s Manufacturing Company jako poradce při přípravě pušky AR-15, která používala podobný závěr jako M1941 Johnson.

## Zajímavost
Puška se sériovým číslem A0009 byla vydána kapitánovi Námořní pěchoty Spojených států Robertu H. Dunlapovi z Monmouthu ve státě Illinois, který s ní prošel bitvou o Iwodžimu. Kapitán Dunlap byl za své odvážné činy v této bitvě vyznamenán Medailí cti. Svoji zbraň si ponechal a vystavoval ji na čestném místě ve svém domě až do smrti v roce 2000. Chválil ji a připisoval jí zásluhu na záchraně svého života a životů dalších vojáků.

## Uživatelé

### Státní uživatelé
- Chile[14]
- Čínská republika[8]
- Kuba[15][16]
- Francie[7]
- Nizozemsko
  -  Nizozemská východní Indie[14]
- USA

### Nestátní uživatelé
- Brigade 2506 kubánských exulantů